# Vestreno
Vestreno (Vestren in dialetto valvarronese) è una frazione geografica di 291 abitanti della provincia di Lecco in Lombardia.
È il primo paese che si incontra, salendo da Dervio, lungo la strada della Valvarrone. Sta quasi abbarbicato sulle pendici della montagna e si presenta in parte con vecchie case in pietra (e i tetti ricoperti con piode) alternate a quelle rimodernizzate (e i tetti coperti con tegole).

## Storia
Già parte integrante del Monte d'Introzzo, Vestreno divenne poi feudo dei Dal Verme e possedimento degli Sfondrati.
Il 22 ottobre 2017, in concomitanza con il referendum sull'autonomia in Lombardia, iniziò il processo di fusione con i vicini comuni di Introzzo e Tremenico per confluire nel comune di Valvarrone. La nuova istituzione divenne operativa il 1º gennaio 2018.
Vestreno deve ancora rivolgersi per la parrocchiale a Sueglio, ma in compenso ospita una serie di servizi comunali quali asilo e scuole.

### Simboli

Vecchio stemma comunale

Vecchio gonfalone

Lo stemma comunale e il gonfalone erano stati concessi con decreto del presidente della Repubblica dell'8 dicembre 2007.
Stemma
Gonfalone

## Monumenti e luoghi d'interesse

### Architetture religiose
- Santuario della Beata Vergine di Bondo,[8] risalente al 1672[9]
- Chiesa di San Giacomo[5]
- Chiesa dei Santi Pietro e Paolo[5]

### Architetture civili
- Castello di Vestreno, nella parte più in altura del paese[9]

## Società

### Evoluzione demografica
- 198 nel 1751
- 189 nel 1771
- 206 nel 1805
- annessione a Sueglio nel 1809
- 397 nel 1853
- 447 nel 1859

Abitanti censiti